# Madeleine Supt
Madeleine Supt-Bonnet, dite Mado, née le 27 mai 1934 à Romans-sur-Isère et morte le 8 février 2006 à Saint-Genis-Laval, est une joueuse française de basket-ball.

## Biographie
Madeleine Supt-Bonnet entre en 1948 à l'Alès Basket Club où elle pratique d'abord l'athlétisme. Elle rejoint l'équipe de France féminine de basket-ball en 1953, effectuant son premier match en amical contre la Belgique. 

## Palmarès

### Sélection nationale
Championnat d'Europe
- 6e du Championnat d'Europe 1954 en Yougoslavie
- 7e du Championnat d'Europe 1956 en Tchécoslovaquie

Autres
- Début en Équipe de France le 28 novembre 1953 à Bruxelles contre l'Équipe de Belgique
- Dernière sélection le 8 février 1958 à Auxerre contre l'Équipe de Bulgarie[2].